# Osnivači Hogwartsa
Četiri osnivača Hogwartsa, čarobnjačke škole u Velikoj Britaniji iz serije romana autorice J. K. Rowling jesu Godric Gryffindor, Helga Hufflepuff, Rowena Ravenclaw i Salazar Slytherin. Živjeli su u 10. stoljeću u Britaniji. Bili su četvero najvećih čarobnjaka svog vremena i u čarobnjčkoj su zajednici dosegli gotovo mitski status; predmeti koji su bili u njihovom vlasništvu iznimno su cijenjeni, a njihovi su potomci veoma ponosni na svoje podrijetlo. Jako se malo zna o osnivačima. U romanima većina informacija o njima dolazi od Razredbenog klobuka, ostavštine Godrica Gryffindora. Inače je samo Slytherin detaljno opisan zato što je gradio Odaju tajni.

## Godric Gryffindor
Godric Gryffindor rođen je u pustopoljini. U kraju gdje je Rowling odrasla ima jako puno pustopoljina. Gryffindor je cijenio odlučnost, hrabrost i snagu u srcu iznad svega. Čini se da se on najviše zalagao da i djeca bezjačke krvi mogu ići u školu (za razliku od Slytherina koji je bio protiv toga). Jedini su sačuvani predmeti koji su bili u njegovom vlasništvu Razredbeni klobuk i srebrni mač kojim je Harry ubio baziliska, a oba se trenutačno čuvaju u ravnateljevu uredu. U početku je bio veliki prijatelj Salazara Slytherina, ali se njihovo prijateljstvo raspalo zbog neslaganja oko toga kakve bi učenike trebali primati u školu.
Njegov dom simbolizira zlatni lav na crvenoj podlozi. 

## Helga Hufflepuff
Helga Hufflepuff došla je iz doline i cijenila je iskrenost, poštenje i marljivost. Učenici iz njezina doma redovito pokazuju barem jednu od tih osobina: Cedric Diggory bio je jedan od rijetkih koji je pokazivao sve tri osobine. Jedina ostavština Helge Hufflepuff, mali zlatni pehar, bio je u vlasništvu Hepzibe Smith prije nego što ga se dočepao Lord Voldemort. Zlatni pehar koji je imao posebne moći je vjerojatno postao horkruks koji sadržava djelić Voldemortove duše.
Razredbeni klobuk opisuje je kao dobru. Čini se učenike za svoj dom nije birala posebno strogo: iako se u Harry Potteru i Plamenom peharu navodi da je "posebno cijenila marljive", drugdje se pak navodi da je "primala sve preostale učenike" nakon što su njezini kolege odabrali učenike za svoje domove.
Hufflepuff simbolizira crni jazavac na žutoj podlozi.

## Rowena Ravenclaw
Rowena Ravenclaw bila je vještica koja je izazivala divljenje zbog svoje kreativnosti. Ona je vjerojatno osmislila pokretne stepenice i podove u Hogwartsu. Dom Ravenclawa posebno cijeni oštroumnost, mudrost i inteligenciju. Bila je velika prijateljica Helge Hufflepuff.
Opisana je kao prelijepa, što je i karakteristika pripadnica njezinog doma. Harry Potter i Percy Weasley imali su ljubavne veze s djevojkama iz Ravenclawa, a kad su djevojke iz Beauxbatonsa izabirale sjedala, sjele su do Ravenclawa.
Njezin je dom simboliziran brončanim sokolom na plavom u knjizi, a u filmu sa srebrnim sokolom.

## Salazar Slytherin
Salazar Slytherin najisprepletaniji je član četvero osnivača i uvijek iako je njegov dom 2. po uspješnosti, odmah iza Gryffindora se spominje zadnji među članovima. To je možda zato što je napustio četvorku odmah nakon završetka Hogwartsa. Došao je iz močvarnog kraja, možda zato što je bio parselust, imao je sposobnost komunicirati sa zmijama. Slytherin je bio izbirljiv o puštanju učenika u svoj dom. Ne samo da je cijenio imaštinu, odlučnost i ambiciju, do granica opakosti, razvio je jedan idealizam o tome da u njegov dom mogu ući samo čarobnjaci i vještice koje su čiste krvi. To je nasljedila obitelj Malfoy i Black, pa čak i njegov nasljednik Lord Voldemort. 
Neslaganje između Gryffindora i Slytherina prvenstveno se temelji na krvnom srodstvu. Slytherin je htio samo čistokrvne, a Gryffindor sve. Na kraju je otišao, no ne prije nego što je izgradio Odaju tajni ispod jezera. Znajući da će svaki njegov nasljednik biti parselust, u odaju je stavio baziliska (divovsku zmiju koju samo parselust može kontrolirati), nadajući se da će njegov nasljednik "očistiti" školu od "nepotrebnih" učenika. Njegov posljednji nasljednik Tom Marvolo Riddle, znan kao Lord Voldemort, otkrio je odaju i ispustio baziliska što je uzrokovalu smrt jedne djevojčice. 
Ostala su samo dva Slytherinova posjeda: prsten s crnim kamenom koji se nalazi na grbu obitelji Peverell i lokot sa slovom S (oba horkruksi), koja su oba pripadala obitelji Gaunt, njegovim zadnjim nasljednicima. Gauntovi su bili ponosni naslijeđem i gotovo uvijek su govorili parselustski čak i s drugim osobama.
Slytherin je jedini član kojemu je dan fizički opis. Po kipu u odaji izgledao je "prastaro i majmunoliko" s tankom bradicom koja mu se spuštala niz pelerinu. 
Slytherin simbolizira srebrna zmija na zelenoj podlozi.